# Tour de Catalogne 2002
Le Tour de Catalogne 2002 est la 82e édition du Tour de Catalogne, une course cycliste par étapes en Espagne. L’épreuve se déroule sur 7 étapes du 17 au 23 juin 2002 sur un total de 713,9 km. Le vainqueur final est l'Espagnol Roberto Heras de l’équipe US Postal, devant Aitor Garmendia et Luis Pérez.

## Étapes
| Étape | Date    | Parcours                                | km    | Vainqueur d’étape          | Leader du classement général |
| ----- | ------- | --------------------------------------- | ----- | -------------------------- | ---------------------------- |
| 1     | 17 juin | Sant Jaume d'Enveja – Deltebre (clm/éq) | 30,9  | US Postal (USA)            | Tom Boonen (BEL)             |
| 2     | 18 juin | La Sénia – Les Borges Blanques          | 182,9 | Danilo Hondo (GER)         | George Hincapie (USA)        |
| 3     | 19 juin | Sant Climent de Taüll – Boí-Taüll (clm) | 10,8  | Aitor Garmendia (ESP)      | Roberto Heras (ESP)          |
| 4     | 20 juin | Barruera - Pal Arinsal (AND)            | 52,0  | José Antonio Garrido (ESP) | Roberto Heras (ESP)          |
| 5     | 21 juin | Andorre-la-Vieille (AND) – Llívia       | 141,3 | José Manuel Maestre (ESP)  | Roberto Heras (ESP)          |
| 6     | 22 juin | Llívia – Montcada i Reixac              | 180,1 | Tom Steels (BEL)           | Roberto Heras (ESP)          |
| 7     | 23 juin | Montcada i Reixac – Barcelone           | 115,9 | Dmitriy Fofonov (KAZ)      | Roberto Heras (ESP)          |

### 1reétape
17-06-2002: La Sénia – Les Borges Blanques, 182,9 km (clm/éq):
|   | Équipe           | Pays       | Temps       |
| - | ---------------- | ---------- | ----------- |
| 1 | US Postal        | États-Unis | 34 min 36 s |
| 2 | ONCE-Eroski      | Espagne    | + 3 s       |
| 3 | Mapei-Quick Step | Italie     | + 10 s      |

|   | Cycliste              | Équipe    | Temps       |
| - | --------------------- | --------- | ----------- |
| 1 | Tom Boonen (BEL)      | US Postal | 34 min 36 s |
| 2 | George Hincapie (USA) | US Postal | m. t.       |
| 3 | Michael Barry (USA)   | US Postal | m. t.       |

### 2eétape
18-06-2002: Sant Climent de Taüll – Boí-Taüll, 182,9 km :
|   | Cycliste           | Équipe           | Temps           |
| - | ------------------ | ---------------- | --------------- |
| 1 | Danilo Hondo (GER) | Team Telekom     | 4 h 35 min 05 s |
| 2 | Óscar Freire (ESP) | Mapei-Quick Step | m. t.           |
| 3 | Andrea Tafi (ITA)  | Mapei-Quick Step | m. t.           |

|   | Cycliste                    | Équipe    | Temps           |
| - | --------------------------- | --------- | --------------- |
| 1 | George Hincapie (USA)       | US Postal | 5 h 09 min 41 s |
| 2 | Roberto Heras (ESP)         | US Postal | m. t.           |
| 3 | Christian Vande Velde (USA) | US Postal | m. t.           |

### 3eétape
19-06-2002: Sant Climent de Taüll – Boí-Taüll, 10,8 km (clm):
|   | Cycliste               | Équipe        | Temps       |
| - | ---------------------- | ------------- | ----------- |
| 1 | Aitor Garmendia (ESP)  | Team Coast    | 22 min 16 s |
| 2 | Roberto Heras (ESP)    | US Postal     | + 6 s       |
| 3 | Raimondas Rumšas (LTU) | Lampre-Daikin | + 18 s      |

|   | Cycliste               | Équipe        | Temps           |
| - | ---------------------- | ------------- | --------------- |
| 1 | Roberto Heras (ESP)    | US Postal     | 5 h 32 min 03 s |
| 2 | Aitor Garmendia (ESP)  | Team Coast    | + 15 s          |
| 3 | Raimondas Rumšas (LTU) | Lampre-Daikin | + 37 s          |

### 4eétape
20-06-2002: Barruera - Pal Arinsal, 52,0 km :
|   | Cycliste                   | Équipe                   | Temps           |
| - | -------------------------- | ------------------------ | --------------- |
| 1 | José Antonio Garrido (ESP) | Jazztel-Costa de Almeria | 1 h 39 min 23 s |
| 2 | Luis Pérez Rodríguez (ESP) | Team Coast               | m. t.           |
| 3 | Fernando Escartín (ESP)    | Team Coast               | + 28 s          |

|   | Cycliste                   | Équipe     | Temps           |
| - | -------------------------- | ---------- | --------------- |
| 1 | Roberto Heras (ESP)        | US Postal  | 7 h 11 min 56 s |
| 2 | Aitor Garmendia (ESP)      | Team Coast | + 31 s          |
| 3 | Luis Pérez Rodríguez (ESP) | Team Coast | + 44 s          |

### 5eétape
21-06-2002: Andorre-la-Vieille – Llívia, 141,3 km :
|   | Cycliste                  | Équipe             | Temps           |
| - | ------------------------- | ------------------ | --------------- |
| 1 | José Manuel Maestre (ESP) | Relax-Fuenlabrada  | 3 h 20 min 06 s |
| 2 | Alejandro Valverde (ESP)  | Kelme-Costa Blanca | + 26 s          |
| 3 | Fernando Escartín (ESP)   | Team Coast         | m. t.           |

|   | Cycliste                   | Équipe     | Temps            |
| - | -------------------------- | ---------- | ---------------- |
| 1 | Roberto Heras (ESP)        | US Postal  | 10 h 32 min 28 s |
| 2 | Aitor Garmendia (ESP)      | Team Coast | + 31 s           |
| 3 | Luis Pérez Rodríguez (ESP) | Team Coast | + 44 s           |

### 6eétape
22-06-2002: Llívia – Montcada i Reixac, 180,1 km :
|   | Cycliste            | Équipe           | Temps           |
| - | ------------------- | ---------------- | --------------- |
| 1 | Tom Steels (BEL)    | Mapei-Quick Step | 4 h 10 min 40 s |
| 2 | Robbie McEwen (AUS) | Lotto-Adecco     | m. t.           |
| 3 | Fabio Baldato (ITA) | Fassa Bortolo    | m. t.           |

|   | Cycliste                   | Équipe     | Temps            |
| - | -------------------------- | ---------- | ---------------- |
| 1 | Roberto Heras (ESP)        | US Postal  | 14 h 43 min 08 s |
| 2 | Aitor Garmendia (ESP)      | Team Coast | + 31 s           |
| 3 | Luis Pérez Rodríguez (ESP) | Team Coast | + 44 s           |

### 7eétape
23-06-2002: Montcada i Reixac – Barcelone, 115,9 km :
|   | Cycliste                       | Équipe        | Temps           |
| - | ------------------------------ | ------------- | --------------- |
| 1 | Dmitriy Fofonov (KAZ)          | Cofidis       | 3 h 08 min 00 s |
| 2 | Javier Pascual Rodríguez (ESP) | iBanesto.com  | m. t.           |
| 3 | Raimondas Rumšas (LTU)         | Lampre-Daikin | m. t.           |

|   | Cycliste                   | Équipe     | Temps            |
| - | -------------------------- | ---------- | ---------------- |
| 1 | Roberto Heras (ESP)        | US Postal  | 17 h 27 min 20 s |
| 2 | Aitor Garmendia (ESP)      | Team Coast | + 31 s           |
| 3 | Luis Pérez Rodríguez (ESP) | Team Coast | + 44 s           |

## Classement général
|    | Cycliste                   | Équipe                   | Temps            |
| -- | -------------------------- | ------------------------ | ---------------- |
| 1  | Roberto Heras (ESP)        | US Postal                | 17 h 27 min 20 s |
| 2  | Aitor Garmendia (ESP)      | Team Coast               | + 31 s           |
| 3  | Luis Pérez Rodríguez (ESP) | Team Coast               | + 44 s           |
| 4  | Mikel Zarrabeitia (ESP)    | ONCE-Eroski              | + 51 s           |
| 5  | Fernando Escartín (ESP)    | Team Coast               | + 1'00 s         |
| 6  | Leonardo Piepoli (ITA)     | iBanesto.com             | + 1'04 s         |
| 7  | David Plaza (ESP)          | Team Coast               | + 1'38 s         |
| 8  | Francisco Mancebo (ESP)    | iBanesto.com             | + 1'47 s         |
| 9  | Benjamín Noval (ESP)       | Relax-Fuenlabrada        | + 1'48 s         |
| 10 | José Antonio Garrido (ESP) | Jazztel-Costa de Almeria | + 1'51 s         |

## Classements annexes
|   | Cycliste                   | Équipe                   | Points    |
| - | -------------------------- | ------------------------ | --------- |
| 1 | José Antonio Garrido (ESP) | Jazztel-Costa de Almeria | 78 Points |
| 2 | Juan Antonio Flecha (ESP)  | iBanesto.com             | 39 Points |
| 3 | Roberto Heras (ESP)        | US Postal                | 39 Points |

|   | Cycliste               | Équipe                   | Points    |
| - | ---------------------- | ------------------------ | --------- |
| 1 | Carles Torrent (ESP)   | Jazztel-Costa de Almeria | 10 Points |
| 2 | Nicola Loda (ITA)      | Fassa Bortolo            | 10 Points |
| 3 | Thierry Marichal (FRA) | Lotto-Adecco             | 6 Points  |

|   | Cycliste                   | Équipe                   | Points    |
| - | -------------------------- | ------------------------ | --------- |
| 1 | Benjamín Noval (ESP)       | Relax-Fuenlabrada        | 54 Points |
| 2 | Fernando Escartín (ESP)    | Team Coast               | 53 Points |
| 3 | José Antonio Garrido (ESP) | Jazztel-Costa De Almeria | 48 Points |

|   | Équipe            | Pays      | Temps            |
| - | ----------------- | --------- | ---------------- |
| 1 | Team Coast        | Allemagne | 52 h 24 min 11 s |
| 2 | iBanesto.com      | Espagne   | + 3'08 s         |
| 3 | Relax-Fuenlabrada | Espagne   | + 6'30 s         |

## Évolution des classements
| Étape (Vainqueur d’étape)       | Classement général | Classement de la montagne | Classement par points | Classement par équipes |
| ------------------------------- | ------------------ | ------------------------- | --------------------- | ---------------------- |
| 0Étape 1 (clm/éq) (US Postal)   | Tom Boonen         | non-attribué              | non-attribué          | US Postal              |
| 0Étape 2 (Danilo Hondo)         | George Hincapie    | Thierry Marichal          | Danilo Hondo          | US Postal              |
| 0Étape 3 (Aitor Garmendia)      | Roberto Heras      | Aitor Garmendia           | Aitor Garmendia       | Team Coast             |
| 0Étape 4 (José Antonio Garrido) | Roberto Heras      | José Antonio Garrido      | Aitor Garmendia       | Team Coast             |
| 0Étape 5 (José Manuel Maestre)  | Roberto Heras      | José Antonio Garrido      | Fernando Escartín     | Team Coast             |
| 0Étape 6 (clm) (Tom Steels)     | Roberto Heras      | José Antonio Garrido      | Fernando Escartín     | Team Coast             |
| 0Étape 7 (Dmitriy Fofonov)      | Roberto Heras      | José Antonio Garrido      | Benjamín Noval        | Team Coast             |